# Alan (Fußballspieler, 1989)
Alan, mit vollem Namen Alan Douglas Borges de Carvalho (* 10. Juli 1989 in Barbosa, Bundesstaat São Paulo), ist ein in Brasilien geborener chinesischer Fußballspieler. Der Stürmer steht seit Juni 2022 wieder beim brasilianischen Verein Fluminense Rio de Janeiro unter Vertrag.

## Karriere

### Verein

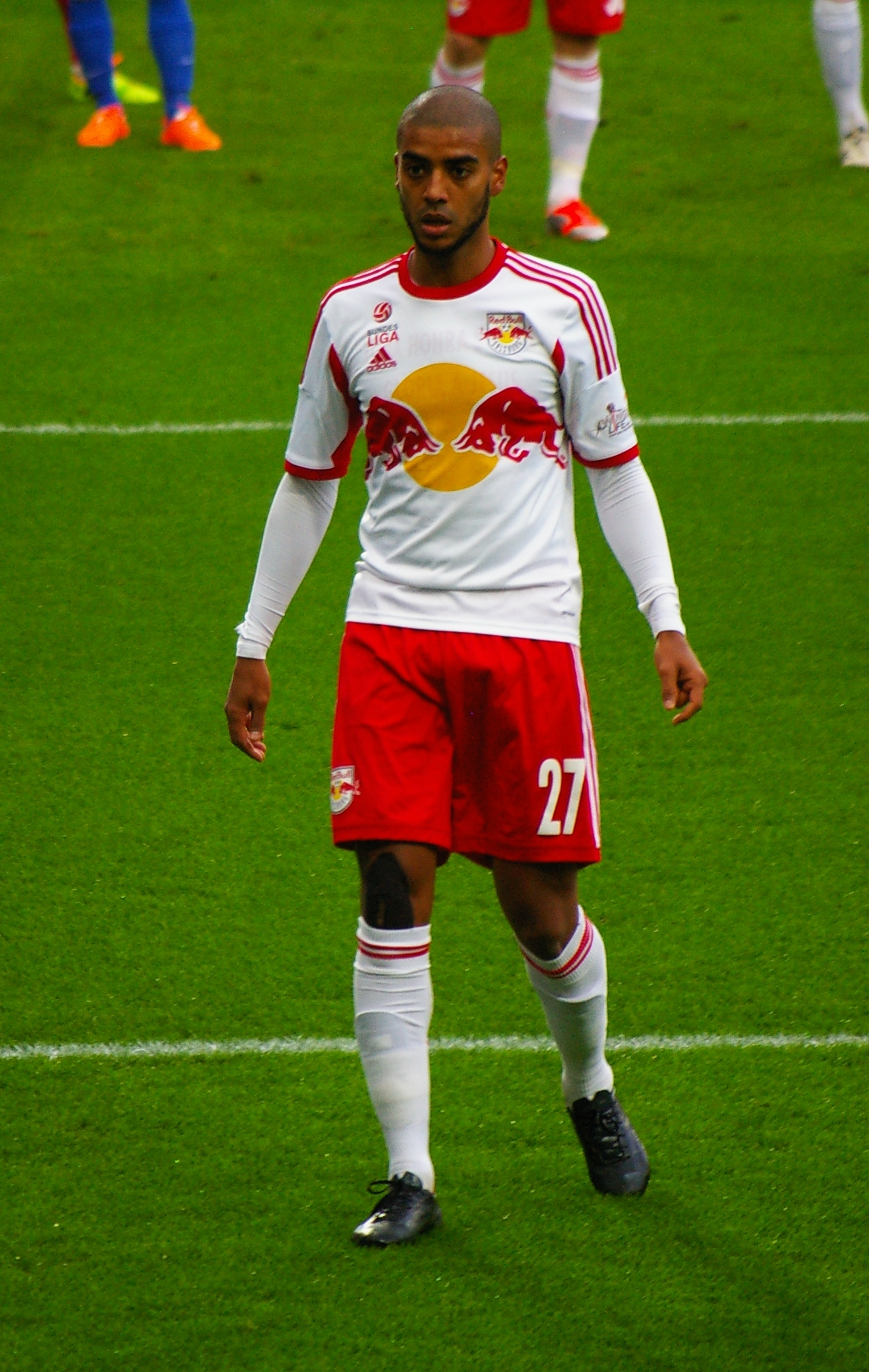
Alan im Trikot des FC Red Bull Salzburg (2014)

Alan begann seine Karriere bei Guarani FC in Campinas. Mit 16 Jahren wechselte er zu Londrina EC, für den auch schon Giovane Élber gespielt hatte. 2008 wurde Fluminense Rio de Janeiro auf ihn aufmerksam und verpflichtete ihn. In Rio de Janeiro machte er mit Toren auf sich aufmerksam. Im Sommer 2010 ging er nach Europa und unterschrieb bei FC Red Bull Salzburg.
Unter Trainer Huub Stevens kam er nur zu wenigen Einsätzen; das änderte sich, als Ricardo Moniz neuer Trainer wurde. Im Bundesligaspiel gegen SK Sturm Graz in der UPC-Arena erzielte er alle drei Tore zum 3:0-Sieg. In den letzten sechs Spielen der Saison 2010/11 markierte er neun Treffer.
Beim Meisterschaftsspiel gegen SK Rapid Wien am 28. August 2011 erlitt er in der 92. Minute einen Riss des vorderen Kreuzbandes im rechten Knie. Elf Monate später, am 31. Juli 2012, stieg er wieder ins Mannschaftstraining ein. Es folgten jedoch weitere Therapien in Deutschland und den USA, da die Verletzung immer noch nicht restlos geheilt war. Mit dem Jahresbeginn 2013 stieg er wieder komplett in das Mannschaftstraining ein und erzielte drei Tore in den ersten drei Testspielen. In der Saison 2013/14 schoss er 26 Tore in der Liga und fünf im Europacup und war nach Jonatan Soriano der erfolgreichste Torschütze der Roten Bullen. Mit sechs Toren im ÖFB-Cup wurde er zudem Torschützenkönig dieses Bewerbs.
Am 16. Jänner 2015 gab Red Bull Salzburg Alans Wechsel zum chinesischen Fußballklub Guangzhou Evergrande bekannt, welcher für vier Jahre unterschrieb. Sein Wechsel war jedoch vorerst vom Pech verfolgt, denn nach seinem ersten Einsatz am 14. Februar 2015 im Chinese FA Super Cup, bei dem er einen Elfer im Elfmeterschießen verwandelte, doch die 3:5-Niederlage gegen Shandong Luneng Taishan nicht verhindern konnte, erlitt er einen Kreuzbandriss, der ihn vorerst außer Gefecht setzte. Er fehlte bis zum August 2015. In seiner ersten Saison bei Guangzhou Evergrande gewann er im Oktober 2015 die Chinesische Meisterschaft sowie mit einem 1:0 im Rückspiel gegen al-Ahli Dubai die Asiatische Champions League 2015. Im Februar 2016 gewann er den Chinesischen Supercup. In der AFC Champions League 2016 schied er in der Vorrunde aus. Er verteidigte mit seinem Verein die Chinesische Meisterschaft im Jahr 2016 und trug mit 14 Toren aus 27 Spielen einen großen Teil zum Gewinn der Meisterschaft bei. Zudem gewann er den Chinesischen Pokal 2016.

### Nationalmannschaft
Zuletzt stand Alan im Kader der brasilianischen U-20-Nationalmannschaft.
Im November 2013 wurde in österreichischen Medien diskutiert, ob Alan künftig für die österreichische Nationalmannschaft spielen könnte. Im Mai 2014 wurde vom ÖFB vermeldet, dass an einem Antrag zur Verleihung der österreichischen Staatsbürgerschaft gearbeitet wird.
Nachdem er bis zu seinem Wechsel nach China im Jänner 2015 nur rund viereinhalb Jahre in Österreich gewesen war, erübrigte sich die Diskussion um eine künftige Karriere in der Österreichischen Nationalmannschaft.
2019 nahm Alan die chinesische Staatsangehörigkeit an. Derzeit ist Alan jedoch nicht berechtigt, für die Chinesische Fußballnationalmannschaft zu spielen. Ob die FIFA ihm die Erlaubnis erteilt, ist aktuell (Stand August 2020) unklar.

## Erfolge
Salzburg
- Österreichischer Meister: 2011/12, 2013/14
- Österreichischer Cupsieger: 2012, 2014

Guangzhou
- Chinesischer Meister: 2015[16], 2016[17]
- AFC Champions League: 2015
- Chinesischer Pokalsieger: 2016[18]
- Chinesischer Supercup: 2016, 2017, 2018

Fluminense
- Staatsmeisterschaft von Rio de Janeiro: 2023

## Auszeichnungen
- Torschützenkönig des österreichischen Cups: 2014
- Torschützenkönig der UEFA Europa League: 2015